# Fasano
Fasano este o comună din provincia Brindisi, regiunea Apulia, Italia, cu o populație de 38.715 locuitori&#32 (2022);și o suprafață de 131,72 km².

## Demografie
Fasano - evoluția demografică

|  | Graficele sunt indisponibile din cauza unor probleme tehnice. Mai multe informații se găsesc la Phabricator și la wiki-ul MediaWiki. |

Date: Recensăminte sau birourile de statistică - grafică realizată de Wikipedia